# Augerums landskommun
Augerums landskommun var en tidigare kommun i Blekinge län.

## Administrativ historik
Kommunen inrättades som landskommun i Augerums socken i Östra härad i Blekinge när 1862 års kommunalförordningar trädde i kraft.
År 1888 bröts Tjurkö ut för att bilda egen kommun. I kommunen inrättades 14 februari 1908 Långö municipalsamhälle. År 1934 inkorporerades en del av Augerum inklusive municipalsamhället (som då upplöstes) i Karlskrona stad. Vid den landsomfattande kommunreformen 1952 lades Augerum och Lösens landskommun samman till storkommunen Lyckeby, som sedan 1967 uppgick i Karlskrona stad.
Området tillhör sedan 1971 Karlskrona kommun.

## Politik

### Mandatfördelning i valen 1938–1946
| 1 | 10 | 4 | 5 |

| 20 |

| 1 | 10 | 9 |

| 20 |

| 3 | 7 | 3 | 5 | 2 |

| 20 |